# فرونزه (شهرستان نوکت)
فرونزه (به قرقیزی: Фрунзе، فرۇنزە) یک روستا در قرقیزستان است که در شهرستان نوکت واقع شده‌است. فرونزه ۶٬۶۲۸ نفر جمعیت دارد.